# (981) Martina
(981) Martina és un asteroide del cinturó principal descobert per l'astrònom S.I. Belyavsky en 1917 des de l'Observatori Simeiz, Imperi Rus, durant la Primera Guerra Mundial.
Durant el temps en què Simeiz va estar incomunicat amb l'Institut d'astronomia Rechen, als descobriments fets per aquest observatori se'ls va donar denominacions provisionals que contenien la lletra grega sigma (S).
Deu el nom a l'historiador, escriptor i polític francès Henri Martin (1810-1883).
(981) Martina pertany a la família Temis.
S'estima que té un diàmetre de 28,87 ± 1,7 km. La seva distància mínima d'intersecció de l'òrbita terrestre és d'1,45594 ua.
Les observacions fotomètriques recollides d'aquest asteroide mostren un període de rotació de 11,26 hores, amb una variació de lluentor de 10,57 de magnitud absoluta.